# 莊隆昌
莊隆昌（1952年6月23日—），中國國民黨籍政治人物，中國文化大學政治學研究所博士，曾任第二、三屆國民大會代表（1992年—2000年），後擔任任務型國民大會代表及中國國民黨國民大會黨團書記長（2005年）。